# Aristida jaucense
Aristida jaucense là một loài thực vật có hoa trong họ Hòa thảo. Loài này được Catasús mô tả khoa học đầu tiên năm 1984.